# 湘南美術学院
湘南美術学院（しょうなんびじゅつがくいん）は、神奈川県にある芸大・美術大学進学のための美術大学受験予備校である。愛称は「ショナビ」。神奈川県唯一の総合美術予備校である。

## 概要
湘南美術学院の前身である「金沢アトリエ」の名称は、戦前鎌倉市材木座海岸にて画塾とした発足させた、洋画家の金沢重治（じゅうじ）にちなんだものである。
前学院長の尾竹由己は、明治から昭和初期にかけて活動した日本画家尾竹竹坡の孫にあたる。

## 歴史
1971年、鎌倉市材木座海岸にて戦前から続く湘南美術学院の前身、金沢アトリエを現学院長である尾竹由己が学生ながら前任者より引き次ぎ大船にて開塾した。
1996年、旧アトリエ同町内にて自社ビル設立に伴い、半世紀以上続いた「金沢アトリエ」から「湘南美術学院」へと改称した。同年、青葉台に学院初となる分校、横浜青葉台校の前身を新規開設した。
2016年、横浜駅西口に3校目となる横浜校を年明けにプレオープンし4月より正式に開校した。

## 所在地
- 鎌倉大船校
〒247-0056 神奈川県鎌倉市大船2-18-28
JR大船駅北改札笠間口徒歩5分
- 横浜校
〒220-0005 神奈川県横浜市西区南幸2-11-15
JR横浜駅南改札みなみ西口徒歩5分
- 横浜青葉台校
〒227-0054 神奈川県横浜市青葉区しらとり台2-32
東急田園都市線青葉台駅から徒歩7分

## 学院出身者
- 岡崎能士（イラストレーター・漫画家）
- 舘鼻則孝（デザイナー）
- 土屋仁応（彫刻家）
- 藤原大（クリエイティブディレクター）
- 冬川智子（漫画家）
- 松橋犬輔（漫画家）君とガッタメラータ！-松橋犬輔  ジャンプ改 公式サイト] - ジャンプ改（湘南美術学院が舞台の漫画作品）
- 山本さほ（漫画家）